# Secret Diary
Albums de College
Teenage Color EP
(2008) A Real Hero EP
(2011)
Secret Diary est le premier album studio de musicien français College, sorti le 26 novembre 2008 chez FVTVR,. Le disque est réédite en 2013.

## Liste des pistes
1. Fighting for Life – 1:50
2. The Energy Story – 3:28
3. When You Smile – 3:13
4. Secret Diary – 2:22
5. Desire – 3:43
6. Gate Number 5 – 2:26
7. Something Wrong Tonight – 2:26
8. Burning by the Stars – 1:07
9. She Never Came Back – 3:24
10. I Think about It – 1:32
11. The Golden Messenger – 1:35
12. Fantasy Park – 3:44
13. I Need a Better Engine – 1:25
14. End Theme – 2:59